# 数字北京大厦
数字北京大厦位于北京市朝阳区，奥林匹克公园内，是2008年奥运会的配套设施之一，在赛事期间提供通信和信息服务，以及信息安全保障；赛后作为北京市政府的信息服务中心以及奥林匹克公园与周边的通信枢纽使用。建筑由朱锫设计，东西两侧样式仿照印刷電路板，南北方向则划分为四部分，东侧为办公区，中间和西侧为机房。数字北京于2007年11月3日通过竣工验收，为奥林匹克公园中心区第一个通过竣工投入使用的项目。